# 2 Brothers
2 hermanos es una serie de televisión tailandesa de 2019 protagonizada por Sattaphong Phiangphor (Tao), Suradet Piniwat (Bas) y Dhanundhorn Neerasingh (Fang).
Dirigida por Ekkasit Trakulkasemsuk y producida por Star Hunter Studio, la serie se estrenó en GMM 25 y LINE TV el 16 de febrero de 2019, y se emitió los sábados a las 21:25 ICT. La serie concluyó el 11 de mayo de 2019.

## Reparto y personajes
A continuación el elenco de la serie: 

### Principal
- Sattaphong Phiangphor (Tao) como Pete / Chanan
- Suradet Piniwat (Bas) como Tony
- Dhanundhorn Neerasingh (Fang) como Kaopun

### Secundario
- Prachakorn Piyasakulkaew (Sol) como Badin
- Theewara Panyatara (Banco) como Malo
- Suttatip Wutchaipradit (Ampere) como Pancake
- Chomchai Chatwilai (Añadir) como la abuela Sompit
- Ampha Phoosit como Jam
- Ratawan Aomtisong (Min) como Brownie
- Naerunchara Lertprasert (Neko) como Pat
- Methakorn Supapantaree (Hielo) como Taro
- Krit Atthaseri (Kling) como Theeradeth, el padre de Badin

### Invitado
- Suppapong Udomkaewkanjana (Saint) como Phat (Ep.12)

## Banda sonora
| Título de la canción | Título romanizado        | Título en inglés | Artista                       | Ref.  |
| -------------------- | ------------------------ | ---------------- | ----------------------------- | ----- |
| รักฉันหมายความว่าเธอ    | Rak Chan Maikhwam Wa Tur | Curious?         | Dhanundhorn Neerasingh (Fang) | [ 3 ] |
| ลมหายใจคือเธอ         | Khu Tur de Lomhaichai    | All I Need       | Dhanundhorn Neerasingh (Fang) | [ 4 ] |
| ลมหายใจคือเธอ         | Khu Tur de Lomhaichai    | All I Need       | Sattaphong Phiangphor (Tao)   | [ 5 ] |